# Pierrot Blanc
Pierrot Blanc (...) è un giocatore di football americano svizzero che gioca nel ruolo di middle linebacker per i Thun Tigers.